# Band (Mureș)
Band (veraltet Bandu de Câmpie; deutsch Bandorf, ungarisch Mezőbánd) ist eine Gemeinde im Kreis Mureș in der Region Siebenbürgen in Rumänien.
Der Ort ist auch unter den ungarischen Bezeichnungen Bánd bekannt.

## Geographische Lage

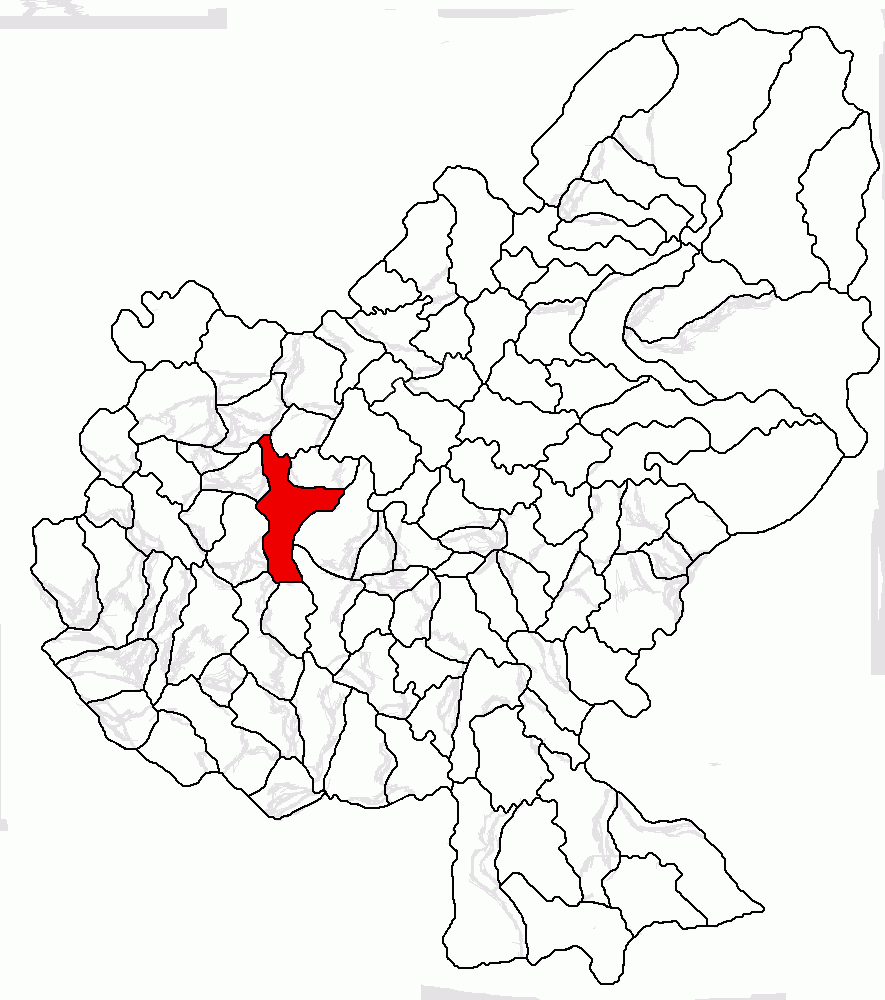
Lage der Gemeinde Band im Kreis Mureș

Die Gemeinde Band liegt im Siebenbürgischen Becken etwa im Zentrum des Kreises Mureș. Am Bach Lechința, ein rechter Nebenfluss des Mureș (Mieresch), und der Kreisstraße (Drum județean) DJ 152A befindet sich der Ort Band sieben Kilometer westlich von der Kreishauptstadt Târgu Mureș (Neumarkt am Mieresch) entfernt.

## Geschichte
Der Ort Band von Szekler gegründet wurde 1332 erstmals urkundlich erwähnt.
Etwa zweieinhalb Kilometer südwestlich des Gemeindezentrums, am Berg, von den Einheimischen genannt, Dealului Surpăturii (ungarisch Dulásvar) wurde ein Gräberfeld der Bronzezeit zugeordnet. Zahlreiche der 191 erforschten Gräber wurden im ausgeraubten und auch schlechten Zustand gefunden. Die zahlreichen Objekte archäologischer Funde wurden unterschiedlichen Zeitalter – von der Bronzezeit über die Latènezeit bis in die Völkerwanderungszeit – zugeordnet. Einige der zahlreichen Funde befinden sich in einem Budapester Museum. Auf dem Areal des eingemeindeten Dorfes Oroiu (Székelyuraly) werden Reste einer Siedlung aus der frühen Bronzezeit vermerkt.
1601 wird in Band die erste Schule der reformierten Kirchengemeinde, 1778 die der griechisch-katholischen Kirchengemeinde erwähnt. Eine Schule der orthodoxen Kirchengemeinde in einem Holzhaus wird erst 1853 verzeichnet, bis dahin wurden die Schüler im Haus des Lehrers unterrichtet. Die erste staatliche Schule in ungarischer Sprache im Ort wurde 1876 gegründet und zog 1877 in die heutige Alte Schule um.
Im Königreich Ungarn gehörte die Gemeinde dem Stuhlbezirk Maros alsó (Unter-Maros) im Komitat Maros-Torda und anschließend dem historischen Kreis Mureș und ab 1950 dem heutigen Kreis Mureș an.

## Bevölkerung
Die Bevölkerung der Gemeinde Band entwickelte sich wie folgt:
| 1880 | 5.546 | 3.193 | 1.950 | - | 403                |
| 1920 | 8.019 | 4.203 | 3.362 | 1 | 453                |
| 1956 | 9.953 | 4.637 | 4.642 | - | 674                |
| 2002 | 7.726 | 2.868 | 3.509 | - | 1.349              |
| 2011 | 6.446 | 2.392 | 2.161 | - | 1.893              |
| 2021 | 6.126 | 2.150 | 1.921 | 2 | 2.053 (1.187 Roma) |

Seit 1880 wurde auf dem Gebiet der heutigen Gemeinde die höchste Einwohnerzahl und gleichzeitig die der Rumänen 1956 registriert. Die höchste Anzahl der Magyaren (4.997) wurde 1941, die der Roma (1.655) 2011 und die der Rumäniendeutschen (24) wurde 1910 ermittelt.

## Sehenswürdigkeiten
- Im Gemeindezentrum die orthodoxe Kirche Sfânta Maria, im 17. Jahrhundert errichtet, steht unter Denkmalschutz.[9]
- Im eingemeindeten Dorf Oroiu, die Holzkirchen Sf. Arhangheli Mihail și Gavril zwischen 1690 und 1720 errichtet, 1953 umgebaut und die Intrarea Maicii Domnului în Biserică 1784 errichtet und 1935 umgebaut, stehen unter Denkmalschutz.[9]
- Im eingemeindeten Dorf Petea (Mezőpete), die Holzkirche Sf. Apostoli Petru și Pavel 1741 und deren Glockenturm 1761 errichtet und die reformierte Kirche im 19. Jahrhundert errichtet, stehen unter Denkmalschutz.[9]
- Im eingemeindeten Dorf Țiptelnic (Száltelek), die Holzkirche Sf. Arhangheli Mihail și Gavril 1777 errichtet und zuletzt 1896 umgebaut, steht unter Denkmalschutz.[9]

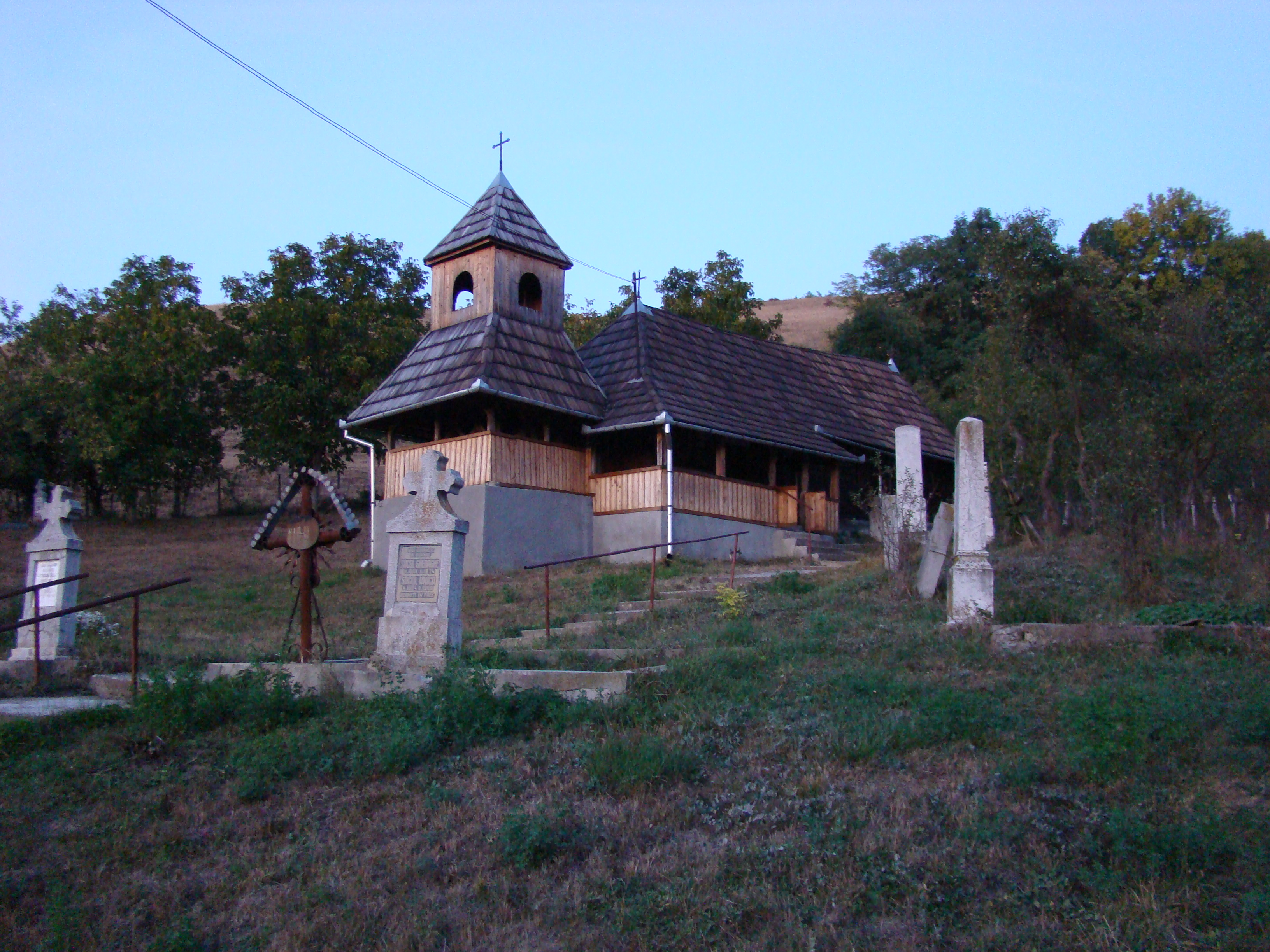
Holzkirche in Oroiu
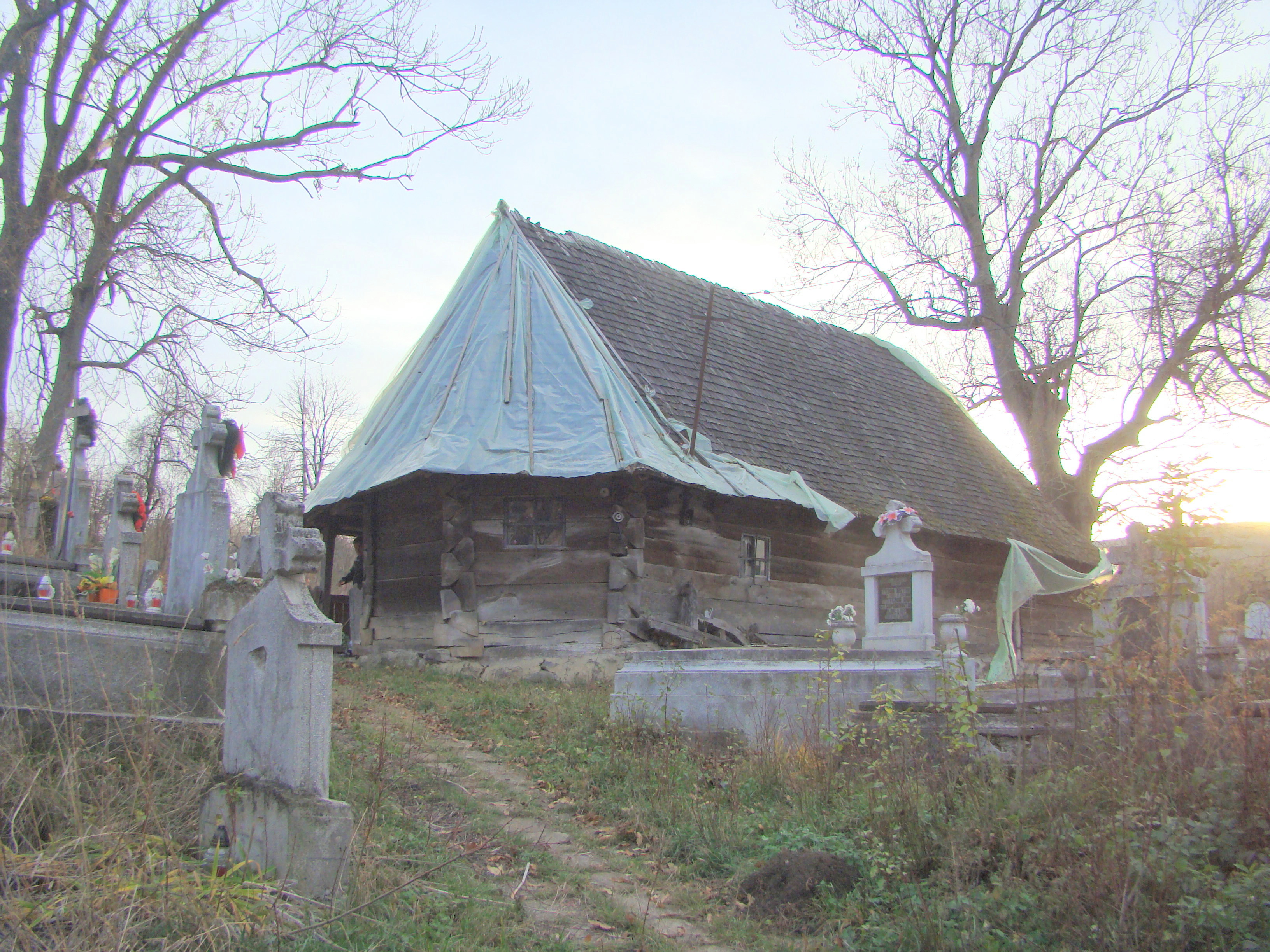
Holzkirche in Petea
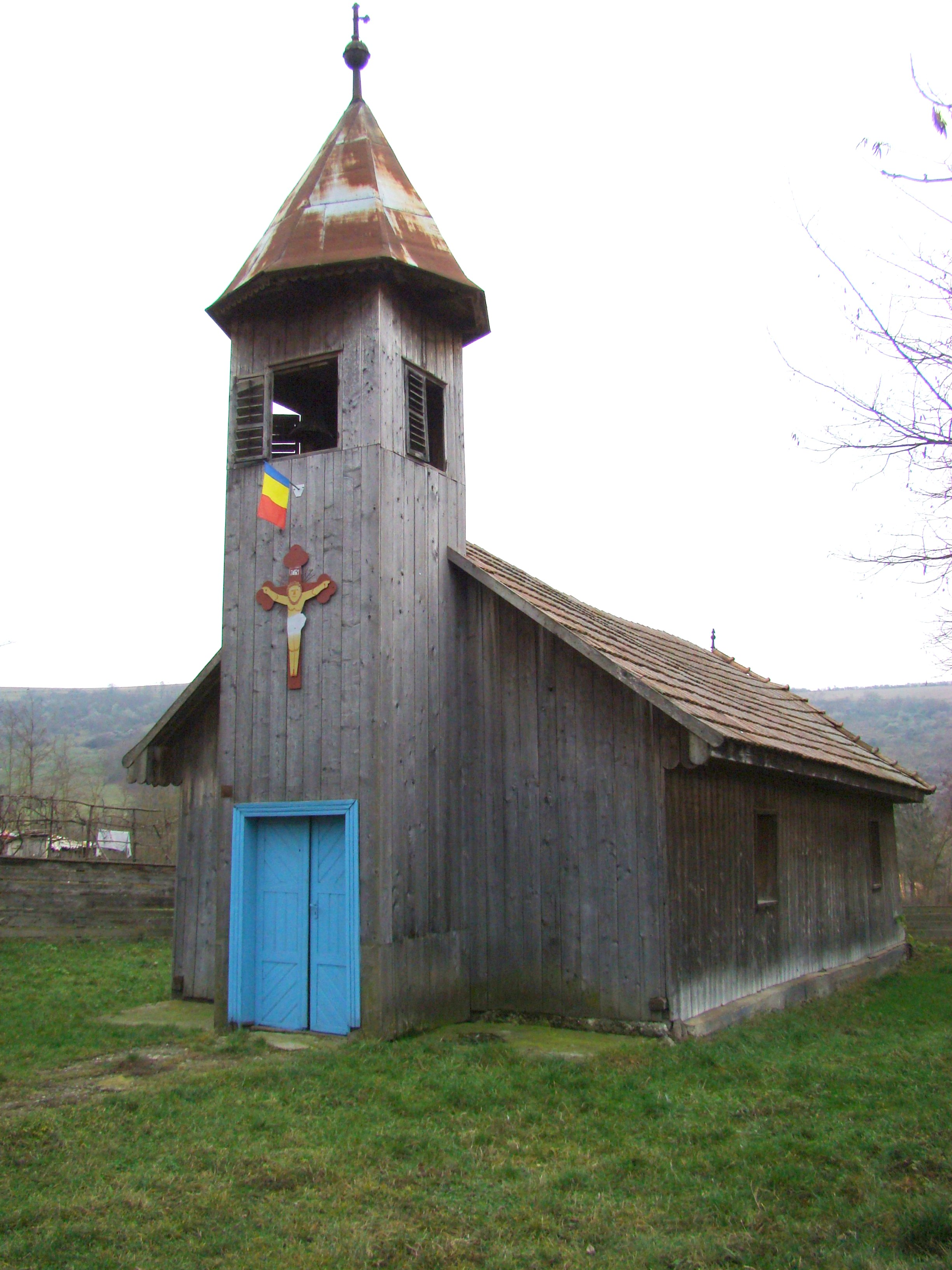
Holzkirche in Țiptelnic

## Persönlichkeiten
- Iosif Hodoș (1828–1880), geboren in Bandu de Câmpie, war Historiker, Politiker und 1866 Gründungsmitglied der Rumänischen Akademie.[10]